# Jean Vatel
Jean Vatel (* im 16. Jahrhundert in Blois; † 1582) war ein französischer Dichter. Er ist nicht zu verwechseln mit dem Gräzisten Jean Vatel (erste Hälfte des 16. Jahrhunderts).

## Leben und Werk
Jean Vatel wurde um 1550 in Blois geboren. Er war Schüler von Guillaume Du Bellay und Freund der Dichter Philippe Desportes und Jean-Antoine de Baïf. 1574 widmete er seinem Förderer, Nicolas IV de Neufville de Villeroy (1542–1617), einen Gedichtband, der 1881 von Henri d’Orléans, duc d’Aumale aufgefunden und als Reproduktionsdruck veröffentlicht wurde (Nachdruck 1971).

## Werke (Auswahl)
- La Suite des Euvres poétiques de Vatel, reproduite en fac-similé d’après le manuscrit original par les soins de la Société des bibliophiles françois. Hrsg. Emmanuel Bocher und François-Gustave-Adolphe Guyot de Villeneuve. Société des bibliophiles françois, Paris 1881. Slatkine, Genf 1971.